# كيرك كارلسن
كيرك كارلسن (بالإنجليزية: Kirk Carlsen)‏ هو دراج أمريكي، ولد في 25 مايو 1987 في ناشوا في الولايات المتحدة.

## وصلات خارجية
- كيرك كارلسن على موقع الاتحاد الدولي للدراجات (الإنجليزية)
- كيرك كارلسن على موقع أرشيف الدراجات (الإنجليزية)
- كيرك كارلسن على موقع إحصائيات الدراجات الإحترافية (الإنجليزية)
- كيرك كارلسن على موقع نسبة الدراجات (الإنجليزية)